# Замок Дромор (Клер)

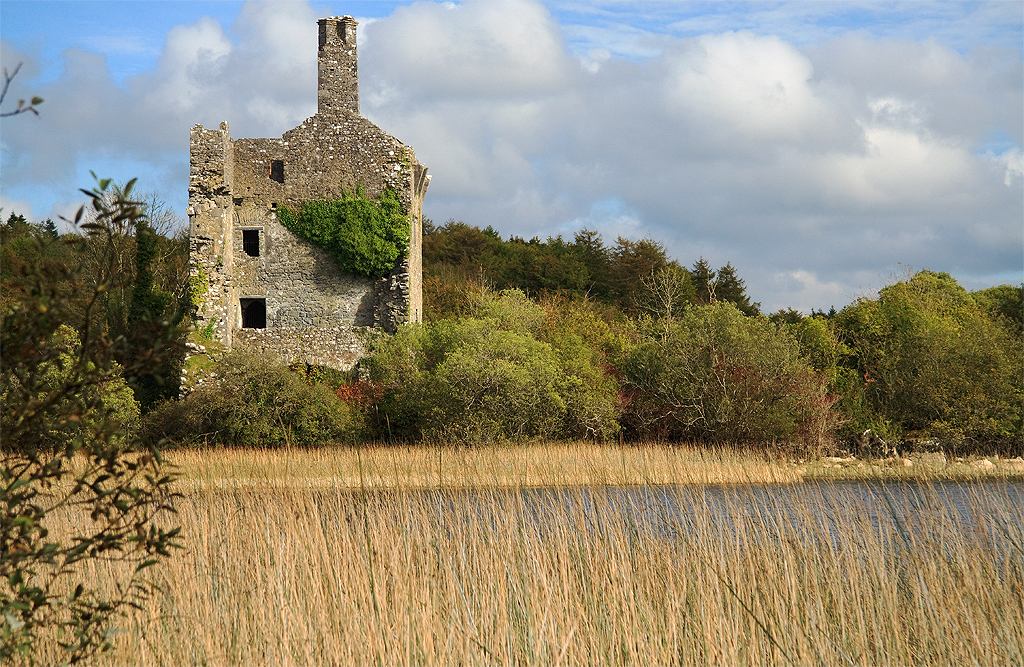
Замок Дромор. Вид з заходу.

Замок Дромор (англ. Dromore Castle, ірл. Caisleán Dhrom Mór) — замок Дром Мор, замок Великий Дром, замок Великого Пагорба — один із замків Ірландії, розташований в графстві Клер, стоїть між містами Крашін та Корофінамі. Нині це пам'ятник історії та архітектури національного значення. Нині замок Дромор перебуває у відання Ради національних парків та дикої природи і замок є частиною природного заповідника Дромор.

## Історія замку Дромор
Замок Дромор розташований на півострові, на північному березі озера Дромор, на відстані 1,1 милі на схід від міста Руана. Замок розташований на території заповідника «Дромор Вуд». Земля Дромор знаходиться між містами Крашін та Корофін, біля автостради М18, на північ від міста Енніс.
Замок Дромор побудований на початку XVI століття. У XVI століття замок належав Тейге О'Браєну — з клану О'Браєн. Він відремонтував замок і розширив його. Замок Дромор отримав у власність батько Тейге — Коннор О'Браєн — ІІІ граф Томонд. У 1579 році в замку жив Дермот О'Браєн — син Тейге. Він був військовим ватажком — брав участь у чисельних війнах в Ірландії, брав участь в облозі замку Балліалла (Енніс). Останнім володарем замку Дромор з клану О'Браєн був Конор, що покинув замок в 1689 році. У XVIII столітті замок був закинутий і перетворився на руїни.
Замок являє собою чотириповерхову будівлю з кам'яними склепіннями над першим поверхом. Збереглися широкі гвинтові сходи правіше від головного сходу. Зліва є приміщення для караулу, зберігся кам'яний камін в лівій кімнаті на першому поверсі. Між першим і другим поверхами біля сходів є кругла бійниця. Був високий дах, зберігся димар з двома ромбоподібними отворами для диму та кронштейнами, є кутова сторожова башта. Зберігся напис: «Цей замок був побудований Тейге, другим сином Коннора, третього графа Томонд та його дружиною Слейні Браєн…. (дата нерозбірливо)»